# Domenico Ferrata
Domenico Ferrata, född den 4 mars 1847 i Gradoli nära Viterbo, död den 10 oktober 1914 i Rom, var en Italiensk kardinal.
Ferrata vann efter grundliga studier doktorsgrad i filosofi, teologi, civil och kanonisk rätt. Han var 1876-79 lärare vid romerska seminariet och vid propagandan, 1879-82 tjänsteman vid nuntiaturen i Paris, blev 1885 titulär ärkebiskop av Thessalonika och nuntie i Bryssel, där han inlade stor förtjänst om återställande av ett gott förhållande mellan romersk-katolska kyrkan och den belgiska staten. I liknande syften sändes Ferrata flera gånger i särskild mission till Schweiz. Han flyttades 1891 som nuntie till Paris, stannade där till 1896 och företrädde skickligt Leo XIII:s nya politik att närma ("ralliera") de franska katolikerna till den republikanska statsformen. Ferrata blev 1896 kardinal, sedermera prefekt för den ena kongregationen efter den andra och i september 1914 kardinalstatssekreterare åt den nyvalde påven Benedikt XV. Han avled redan efter fem veckor. Ferrata företrädde i Vatikanens politik Leo XIII:s och kardinal Rampollas idéer. Hans Mémoires (3 band, 1921; italiensk upplaga samma år) går till 1896 och utgör en värdefull källa för belgisk och fransk kyrkopolitisk historia.